# Jenny Berntson Djurvall
Anna Jenny Maria Berntson Djurvall, född 18 september 1973 i Lindome församling i Göteborgs och Bohus län, är en svensk vetenskapsjournalist. Hon är sedan 2002 verksam på radioprogrammet Naturmorgon, i Sveriges Radio P1, där hon numera är omväxlande programledare och reporter.
Under uppväxten gick hon grundskolans 6 första klasser på Sinntorpskolan och årskurs sju till nio på Almåsskolan i Lindome. På universitetet läste hon bland annat biologi, kemi och vetenskapsjournalistik.

## Priser och utmärkelser
- Stipendiet till Jarl Alfredius minne 2011
- Sveriges radios språkpris 2012[4]